# Gianluca Sordo
Gianluca Sordo (* 2. prosinec 1969, Carrara, Itálie) je bývalý italský fotbalista, který hrál 2 sezony za AC Milán.
Byl zapojen do jedné rvačky v nočním klubu, při níž byl postřelen do hlavy. Zotavil se a začal pracovat v politice ve svém rodném městě.

## Statistika
| Klub        | Sezóna  | Liga   | Liga | Pohár  | Pohár | LM či EL | LM či EL | celkem | celkem |
| Klub        | Sezóna  | zápasy | Goly | zápasy | Goly  | zápasy   | Goly     | zápasy | Goly   |
| ----------- | ------- | ------ | ---- | ------ | ----- | -------- | -------- | ------ | ------ |
| AC Turin    | 1987/88 | 0      | 0    | ?      | ?     | ?        | ?        | ?      | ?      |
| Trento      | 1988/89 | 25     | 1    | ?      | ?     | ?        | ?        | ?      | ?      |
| AC Turin    | 1989/90 | 26     | 3    | ?      | ?     | ?        | ?        | ?      | ?      |
| AC Turin    | 1990/91 | 24     | 0    | ?      | ?     | ?        | ?        | ?      | ?      |
| AC Turin    | 1991/92 | 20     | 1    | ?      | ?     | ?        | ?        | ?      | ?      |
| AC Turin    | 1992/93 | 27     | 2    | ?      | ?     | ?        | ?        | ?      | ?      |
| AC Turin    | 1993/94 | 22     | 1    | ?      | ?     | ?        | ?        | ?      | ?      |
| AC Milan    | 1994/95 | 7      | 0    | 3      | 0     | 2        | 0        | 12     | 0      |
| AC Milan    | 1995/96 | 5      | 0    | 0      | 0     | 0        | 0        | 5      | 0      |
| AC Reggiana | 1996/97 | 7      | 0    | ?      | ?     | ?        | ?        | ?      | ?      |
| AS Bari     | 1997/98 | 6      | 0    | ?      | ?     | ?        | ?        | ?      | ?      |
| AS Cannes   | 1998/99 | 7      | 0    | ?      | ?     | ?        | ?        | ?      | ?      |
| Montevarchi | 1999/00 | 7      | 0    | ?      | ?     | ?        | ?        | ?      | ?      |
| AC Pisa     | 2000/01 | 27     | 3    | ?      | ?     | ?        | ?        | ?      | ?      |
| Arezzo      | 2001/02 | 21     | 1    | ?      | ?     | ?        | ?        | ?      | ?      |
| Arezzo      | 2002/03 | 24     | 0    | ?      | ?     | ?        | ?        | ?      | ?      |
| Aglianese   | 2003/04 | 27     | 2    | ?      | ?     | ?        | ?        | ?      | ?      |
| Aglianese   | Celkově | 282    | 14   | ?      | ?     | ?        | ?        | ?      | ?      |

## Úspěchy

### Klubové
- 1× vítěz italské ligy (1995/96)
- 1× vítěz italského poháru (1992/93)
- 1× vítěz italského superpoháru (1994)
- 1× vítěz evropského superpoháru (1994)

### Reprezentace
- 1× na ME 21 (1992 - zlato)
- 1× na OH (1992)